# Lehtinenia
Lehtinenia là một chi nhện trong họ Tetrablemmidae.